# Visconde de Pereira
Visconde de Pereira é um título nobiliárquico criado por D. Pedro V de Portugal, por Decreto de 8 de Novembro de 1857, em favor de Joaquim Pereira da Costa.
Titulares
1. Joaquim Pereira da Costa, 1.º Visconde de Pereira.

Após a Implantação da República Portuguesa, e com o fim do sistema nobiliárquico, usou o título: 
1. Luís Caetano de Sá Luz Coruche, 2.° Visconde de Pereira.